# Франц II
Франц II (нім. Franz II. Joseph Karl; 12 лютого 1768 — 2 березня 1835) — король Німеччини (римський король) з 1792 року, останній імператор Священної Римської імперії німецької нації з 7 липня 1792 по 6 серпня 1806 року, перший імператор Австрії з 11 серпня 1804 року до самої смерті. Як імператор Австрії (а також король Богемії, Угорщини, а також Галичини та Володимирії з 1 березня 1792 року) носив династичний номер Франц I.
Титул: Милістю Божою обраний Римський Імператор, довічний Август, спадковий імператор Австрії, король Німеччини, Єрусалиму, Угорщини, Богемії, Далмації, Хорватії, Славонії, Галичини та Володимерії… .
Царював у часи наполеонівських війн, після низки поразок був змушений ліквідувати Священну Римську імперію й віддати дочку Марію-Луїзу за Наполеона I Бонапарта. У внутрішній політиці його правління було реакцією проти ліберальних реформ безпосередніх попередників.

## Ранні роки
Старший син ерцгерцога Леопольда, майбутнього імператора Леопольда II, та Марії-Луїзи, дочки Карла III, іспанського короля.
Дитинство його пройшло у Флоренції; з 1784 року виховувався у Відні при дворі свого дядька, Йосифа II, який вважав його малоздібним і дуже впертим юнаком. Відомо, що Йосиф ІІ був дуже невисокої думки про свого племінника, говорив, що у нього сухе серце, важкий розум і занадто розвинений егоїзм. 1788 року Франц одружився з Єлизаветою-Вільгельміною, принцесою вюртемберзькою.
У війні з османами виявив особисту мужність; у поході 1789 року він був навіть головнокомандувачем, але лише номінально (реально керував фельдмаршал Лаудон).
Після смерті Йосифа II (20 лютого 1790) Франц, до прибуття до Відня його батька Леопольда (12 березня), був регентом держави; на чолі уряду все ще стояв Кауніц. 1791 року він був присутній на Пільніцькому з'їзді правителів, що розробив план дій проти французької революції; тут він близько зійшовся з прусським кронпринцом, надалі королем Фрідріхом Вільгельмом III. Всі найважливіші події свого життя Франц мав звичку докладно заносити до щоденників, цінність яких досить мала.

## Боротьба з революційною Францією і поділ Польщі

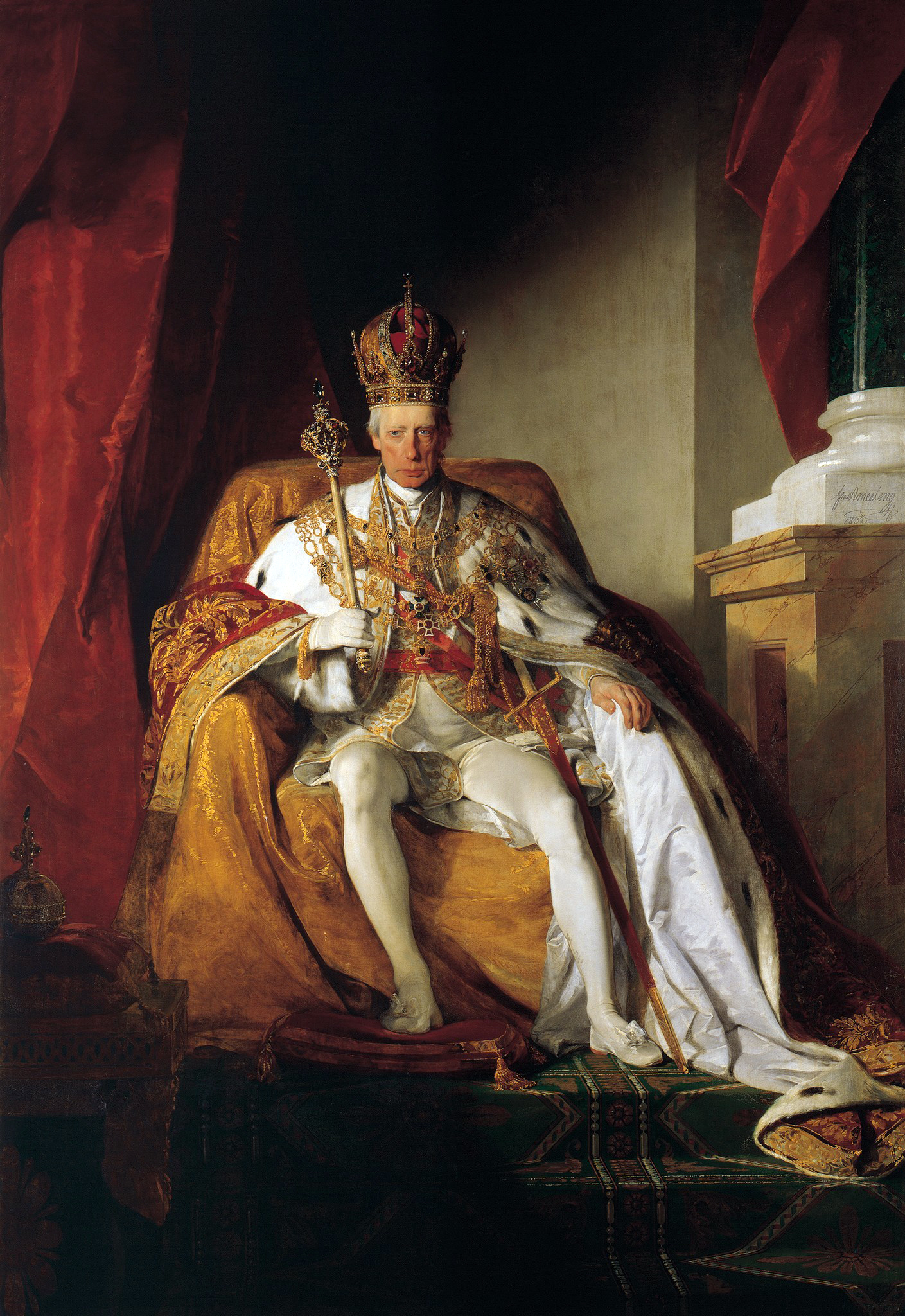
Франц зі скіпетром та державою нової Австрійської імперії. Портрет роботи Фрідріха фон Амерлінга. 1832. Музей історії мистецтв. Відень

1 березня 1792 року смерть Леопольда II призвала його на престол Австрії; потім його було обрано імператором й 14 липня короновано у Франкфурті-на-Майні. Також його було короновано угорською короною у Офені й богемською у Празі. Під час цих коронацій Франц виявив велику любов до простоти та прагнення до економії, що пізніше перетворилось у нього на скупість.
Ще Леопольд II, у лютому 1792 року, уклав союзну угоду з Пруссією проти Франції; у квітні Франц розпочав війну та вів її не без настирливості як монарх Австрії і Священної Римської імперії, навіть після того, як Пруссія уклала з Францією сепаратний мир у Базелі (5 квітня 1795 року). 1794 року Франц вирушив до чинної армії, яка слідом за тим здобула дві незначні перемоги при Като і Ландресі, що було приписано його присутності. Після нерішучого бою при Турне, у червні 1794 року, Франц повернувся до Відня. Перемоги генерала Бонапарта в Італії змусили й Франца до невигідного миру в Кампоформіо (17 жовтня 1797), за яким Австрія втратила Нідерланди й Ломбардію, але отримала Венецію, Істрію й Далмацію.
Під час третього поділу Польщі (1795) Австрія отримала західну Галичину.
У 1799 році Франц долучився до другої коаліції (з Росією та Англією) проти Франції, але поразки при Маренго та Гогенліндені змусили його погодитись на вкрай тяжкий для Австрії Люневільський мир.

## Ворог і тесть Наполеона. Падіння Священної Римської імперії
Коли Наполеон став явно прагнути до проголошення Франції імперією, то ще раніше, ніж це сталось, Франц проголосив себе імператором Австрії (11 серпня 1804).
1805 року він з радістю приєднався до Третьої коаліції Росії, Швеції та Англії проти Франції. Пояснюється це особистими причинами: Наполеона Бонапарта він сприймав як продовження Французького заколоту, до якого він ставився різко негативно, оскільки заколотники убили його рідну тітку Марію Антуанетту та його кузена десятирічну дитину Людовіка, а коли Наполеон проголосив себе Імператором, то Франц ІІ сприйняв таку дію Наполеона, як самопроголошену узурпацію, оскільки єдиним законним і легітимним Імператором у той час був сам Римський Імператор Франц ІІ.
Наближення французів до Відня примусило його тікати звідти спершу до Пресбургу, потім до Брюнну, а потім до військового табору в Ольмюці, залишаючи столицю французам. 23 вересня французи зайняли Відень, а 29 вересня Франц вступив з ними у перемовини про мир, не припиняючи, однак, воєнних дій. 2 грудня 1805 року відбулась знаменита Аустерліцька битва трьох імператорів, у якій брав особисту участь й імператор Франц, який виявився мало здатним розуміти стратегічні міркування Наполеона, як і його генерали. 26 грудня 1805 року він уклав Пресбурзький мир, за яким йому довелось пожертвувати Тіролем та Венето. 6 серпня 1806 року він зрікся корони Священної Римської імперії.

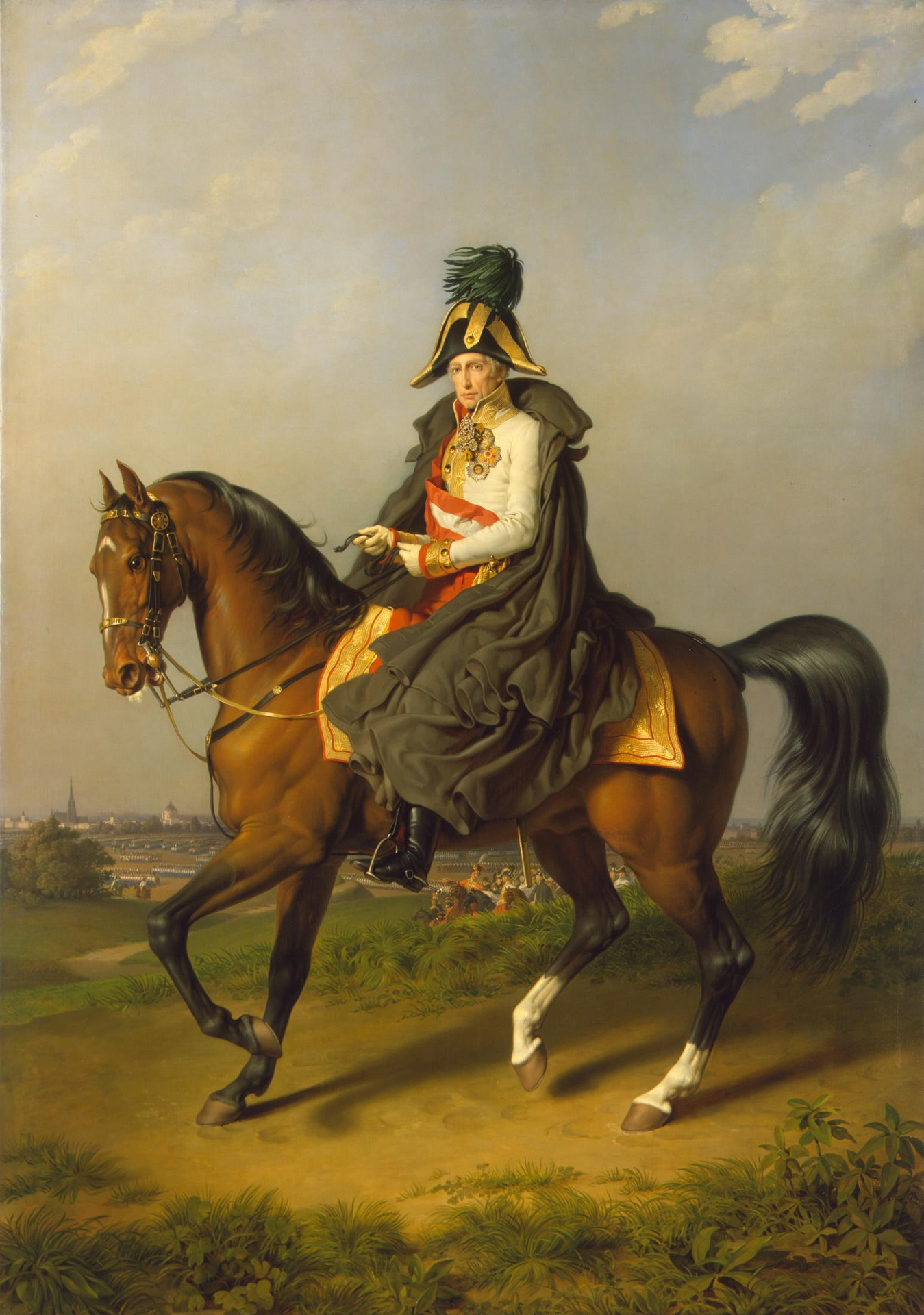
Імператор Франц. Портрет роботи Крафта (Воєнна галерея Зимового палацу в Петербурзі)

Втрати Австрії у останній війні були такими тяжкими, що у новому союзі Пруссії з Росією та війні 1806—1807 років Франц не був здатним взяти участь, попри те, що його ненависть до Франції та Наполеона, як носія революційних початків, аніскільки не зменшилась. Він віднайшов можливість задовольнити це почуття 1809 року, вчетверте оголосивши війну Франції (Війна п'ятої коаліції), але поразка при Ваграмі змусила його укласти Шенбруннський мир (14 жовтня 1809), за яким Австрія втратила Іллірію й досягла апогею своїх нещасть.
Особисто Франц пережив ще одне приниження: Наполеон вимагав руку його дочки Марії-Луїзи, і Франц мав погодитись на це споріднення з Наполеоном, якого вважав простим авантюристом. Франц розглядав цей шлюб як велику жертву батьківщині, але політичне становище країни не покращилось. Після особистих перемовин з Наполеоном у Дрездені, в травні 1812 року, Франц змушений був відправити свої війська проти Росії; але в липні 1813 року він долучився до Шостої коаліції союзників, що воювали з Наполеоном. За першим Паризьким миром він повернув більшу частину втрачених земель.
З 1815 року до смерті Франца у Австрії господарював мир, що перервався лише у 1821 році повстаннями в Італії, які було порівняно легко придушено.

## Реакція

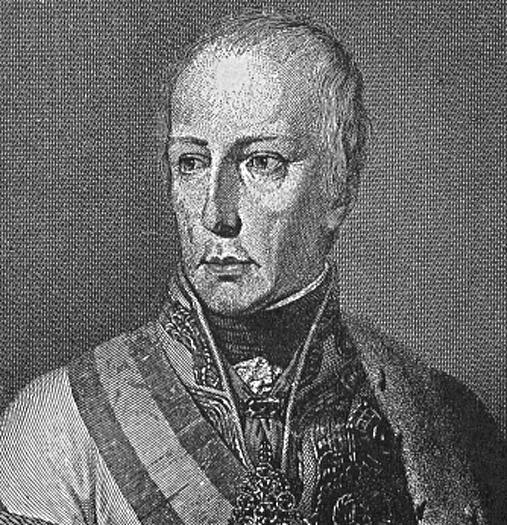
Франц ІІ, Йосиф Карл

Австрійська політика, якою у цей час керував Меттерніх, була політикою крайньої реакції як всередині, так і поза Австрією (в особливості в Італії). Всередині панувала сувора поліцейська система; друк та усілякі інші прояви громадської думки вкрай утискались; сильно заохочувалось шпигунство. Сам Франц найбільше цікавився справами про політичні злочини; він тримав у себе плани в'язниць, турбувався про всі деталі життя політичних в'язнів, розпоряджався переводом їх з однієї в'язниці до іншої, прагнучи того, щоб жоден політичний промах не лишився без покарання. Створений або, принаймні, посилений ним режим (так звана система Меттерніха) відрізнявся вкрай дріб'язковою жорстокістю. У зовнішній політиці Франц цілковито захищав Священний союз.

## Особисте життя

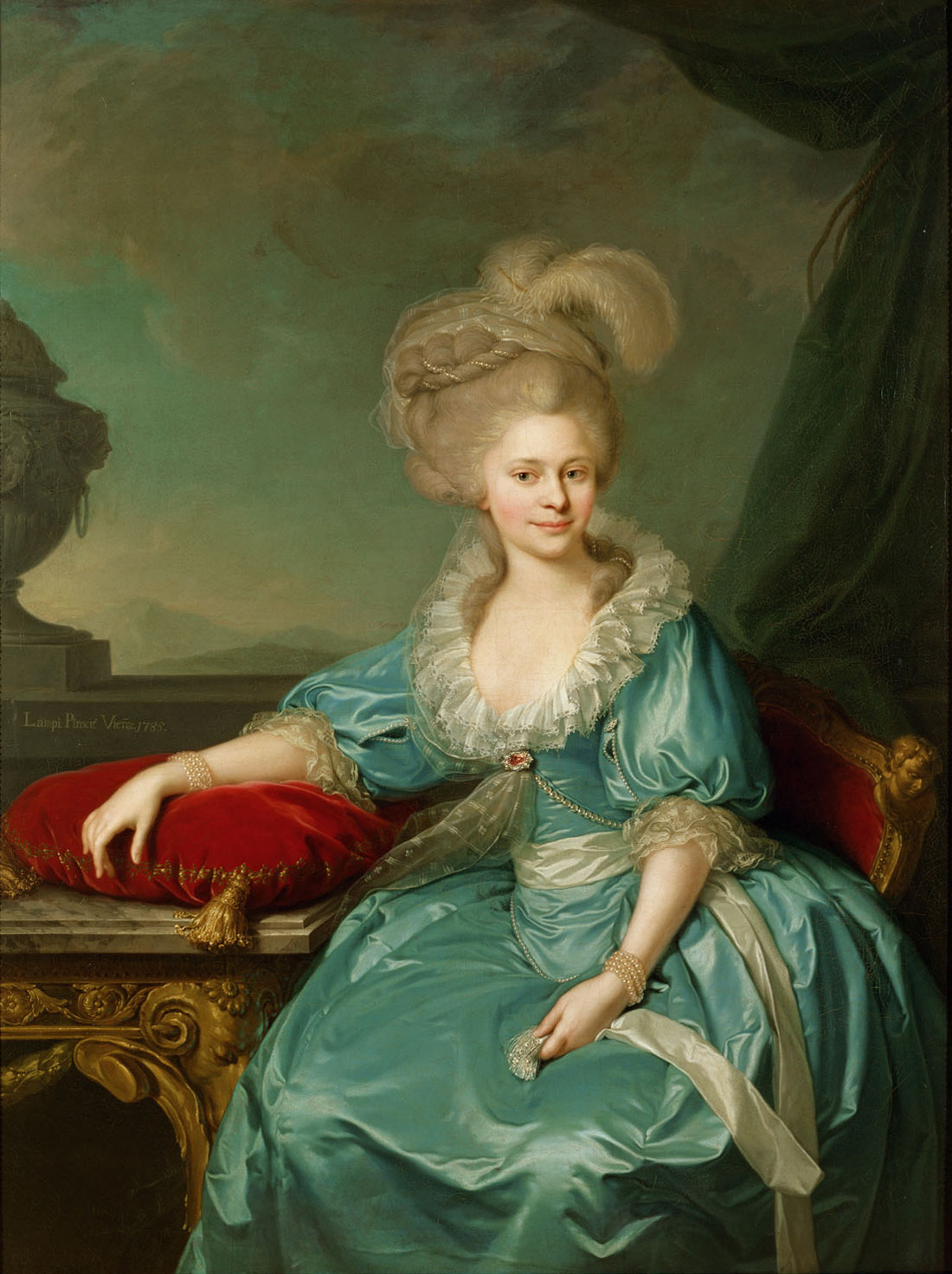
Перша дружина Франца, Єлизавета Вюртемберзька
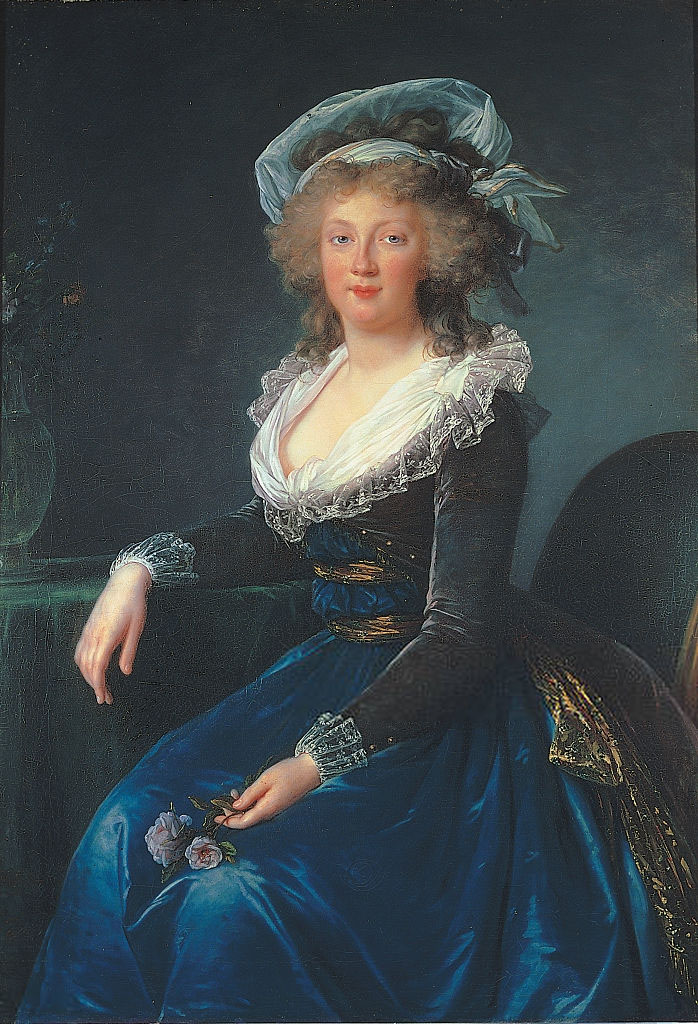
Марія Терезія Сицилійська, мати його дітей
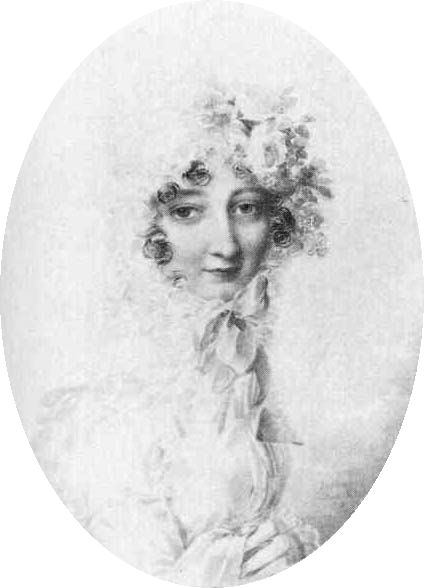
Третя дружина Франца, Марія Людовіка Моденська
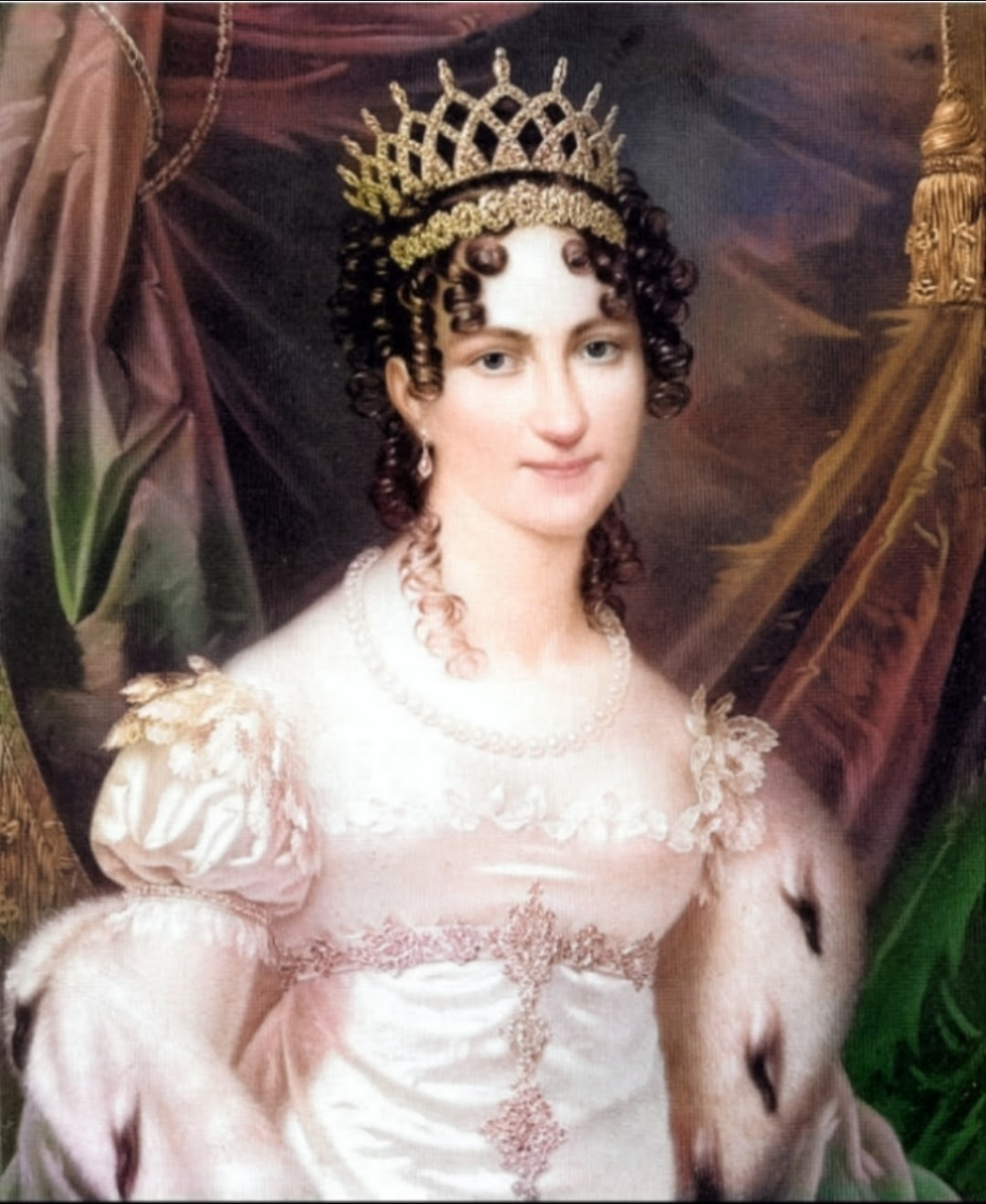
Четверта дружина Франца, Шарлотта Августа Баварська

Незважаючи на жорстокість та дріб'язковість у відношенні до супротивників, Франц хотів, щоб його вважали доброю людиною, що під час накладення покарань виконував лише тяжкий обов'язок; у своєму поводженні з людьми він мав вигляд патріархальної простоти; добре володіючи багатьма мовами, він залюбки спілкувався з простим людом народною віденською говіркою.
1790 року померла перша дружина Франца — Єлизавета Вюртемберзька; за 7 місяців він одружився з Марією-Терезією Сицилійською, яка народила від нього 13 дітей, серед них Фердинанд, надалі імператор, та Марія-Луїза Австрійська, дружина Наполеона. У 1807 році померла й вона; за 8 місяців Франц одружився втретє з Марією Людовікою Беатрисою, принцесою моденською, яка померла в квітні 1816 року. В листопаді того ж року він одружився вчетверте з Кароліною-Августою Баварською, дочкою короля Максиміліана I Баварського, розлученою дружиною кронпринца, надалі короля Вільгельма I Вюртембергського. Два останніх шлюби, як і перший, лишились бездітними. Попри швидкість укладання нових шлюбів, Франц вважався гарним сім'янином, ймовірно, любив усіх своїх дружин.

## Вшанування пам'яті

### Україна
- У місті Станиславів у період 1838-1928 років існував пам'ятник Королю Галіції і Лодомерії Франциску І.
- Також на честь Короля Галіції і Лодомерії Франциска І була названа Площа Франциска І у місті Станиславів.

### Австрія
Йому встановлено пам'ятники у Відні, Граці.

### Чехія
Йому встановлено пам'ятники у Празі та Франценсбаді (Франтішкові-Лазне).

### Титули
З 1806 користувався титулами: «Ми, Франциск Перший, Божою милістю імператор Австрії; король Єрусалиму, Угорщини, Богемії, Далмації, Хорватії, Славонії, Галіції та Лодомерії; ерцгерцог Австрії; герцог Лотарингії, Зальцбурга, Вюрцбурга, Франконії, Штирії, Каринтії і Карніоли; великий князь Краковський; великий князь Трансільванії; маркграф Моравії; князь Сандомира, Мазовії, Любліну, Верхньої і Нижньої Сілезії, Аушвіцу та Затору, Тешену і Фріуле; князь Берхтесгадена і Мергентгайму; княжий граф Габсбурга, Гориці і Градишки та Тіролю; маркграф Верхньої і Нижньої Лужиці та Істрії».